# Fritz Klingholz

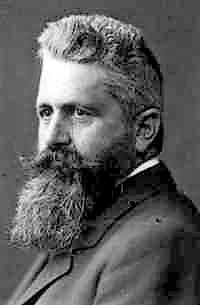
Fritz Klingholz

Friedrich Klingholz, bekannter als Fritz Klingholz (* 21. Oktober 1861 in Barmen (heute Stadtteil von Wuppertal); † 23. Januar 1921 in Berlin), war ein deutscher Architekt, Baubeamter und Hochschullehrer, der sich auf die Errichtung von Bahnhofs-Empfangsgebäuden spezialisierte.

## Familie und soziales Umfeld

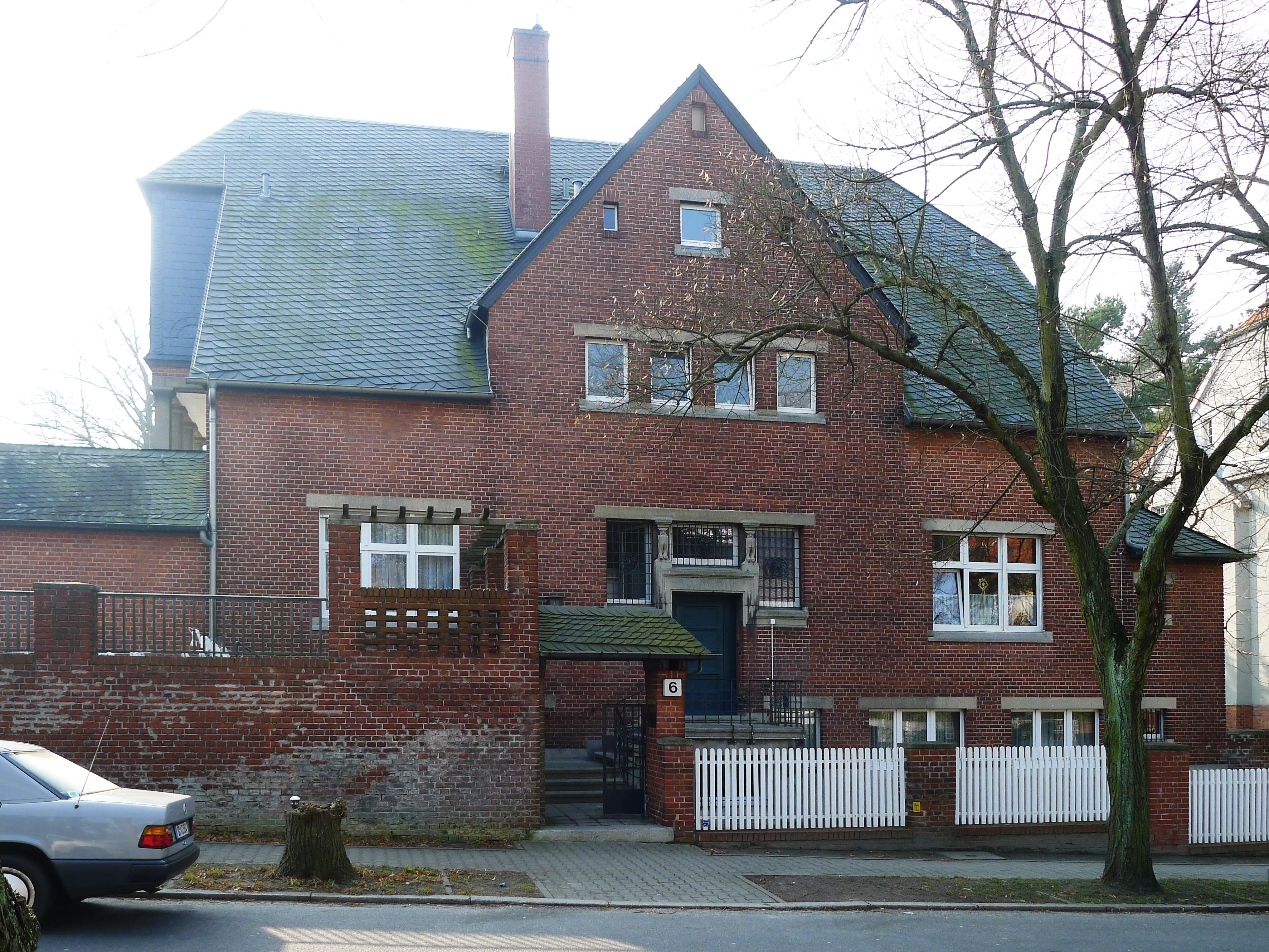
Villa Klingholz, Lyckallee 6, Berlin-Westend

Fritz Klingholz entstammte einer Kaufmannsfamilie, die seit dem 16. Jahrhundert in Rittershausen am Klingholzberg ansässig war. Seine Eltern waren der Kaufmann Friedrich August Klingholz und Emilie, geb. Beckhoff.
Fritz Klingholz heiratete im April 1911 Anna Melitta Noak, Tochter eines Berliner Möbelfabrikanten. Der einzige Sohn – er trug ebenfalls den Namen Friedrich – wurde im März 1913 geboren. Die Familie wohnte in einer von ihm entworfenen Villa in Charlottenburg in der Lyckalle 6. Karl Cornelius (1868–1938), Partner von Fritz Klingholz in vielen Projekten, war dort sein Nachbar.
Zu seinem Freundeskreis in Berlin gehörten zahlreiche Künstler, darunter Georg Kolbe, August Gaul, Franz Iffland, Heinrich Zille und die Illustratorin Gertrude Korth. Er war Mitglied in der Akademischen Vereinigung Motiv Berlin.

## Werdegang

### Ausbildung
Fritz Klingholz besuchte die Oberrealschule in Barmen, nach einem Umzug der Familie nach Bonn dort und legte 1879 das Abitur an der Realschule erster Ordnung in Köln ab. Anschließend absolvierte er als „Baueleve“ ein einjähriges Praktikum, bevor er von 1880 bis 1882 an der Technischen Hochschule Stuttgart und 1882 bis 1884 an der Technischen Hochschule Charlottenburg studierte und das erste Staatsexamen ablegte. Nach dem Militärdienst in einem bayerischen Feldartillerie-Regiment trat er 1886 in den preußischen Staatsdienst und schloss seine Ausbildung 1885/1886 als Regierungsbauführer ab. Anschließend war er zunächst mit der Neugestaltung von Bahnanlagen in Düsseldorf befasst. Im Mai 1889 stürzte er dort von einem Baugerüst und zertrümmerte sich das rechte Ellenbogengelenk, das dauerhaft versteifte. 1891 ging Klingholz nach Berlin zurück und legte im folgenden Jahr das zweite Staatsexamen als Baumeister mit Auszeichnung ab. Anschließend begab er sich auf eine mehrmonatige Studienreise in die Toskana.

### Berufliche Tätigkeit

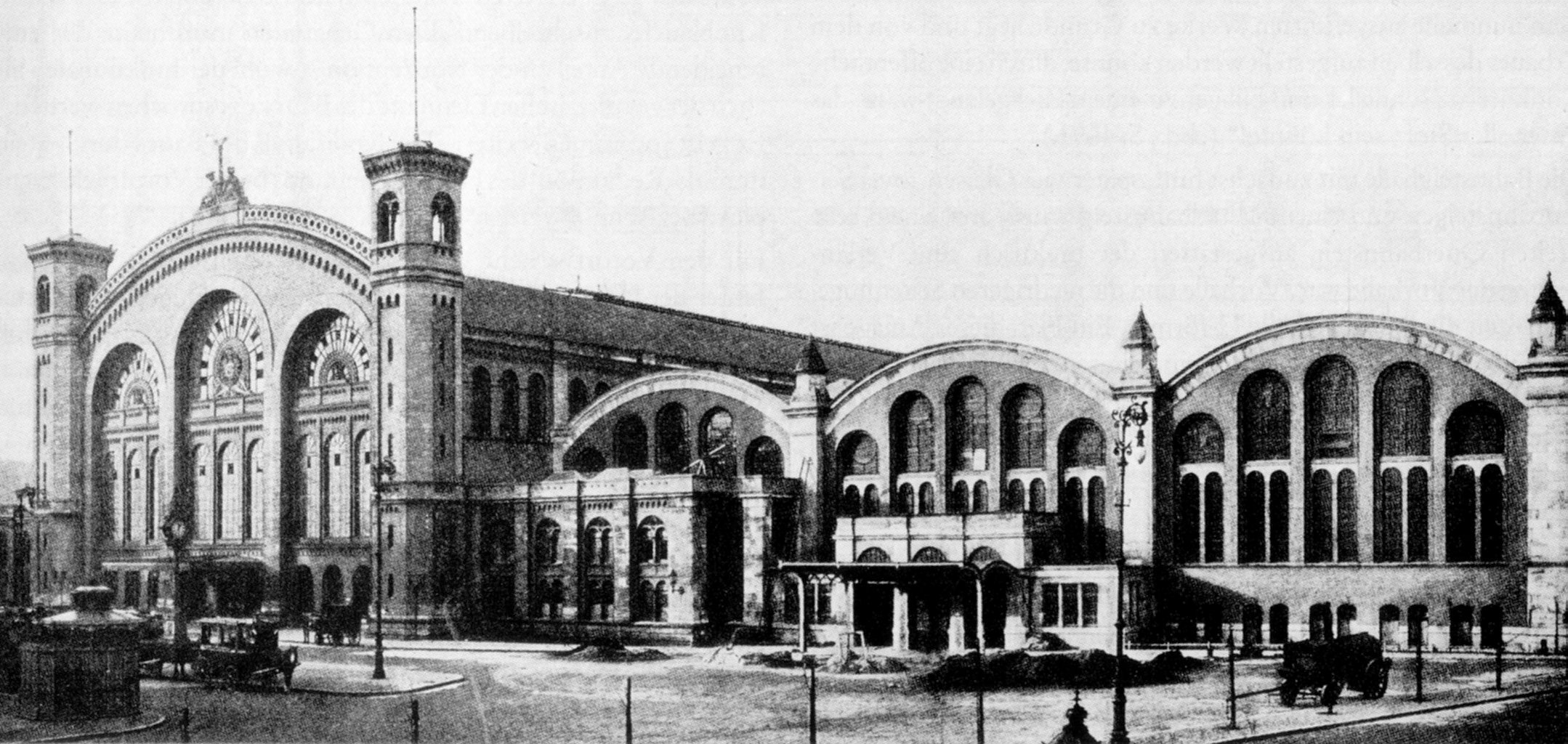
Stettiner Bahnhof, Berlin – rechts die von Klingholz angebauten Hallen

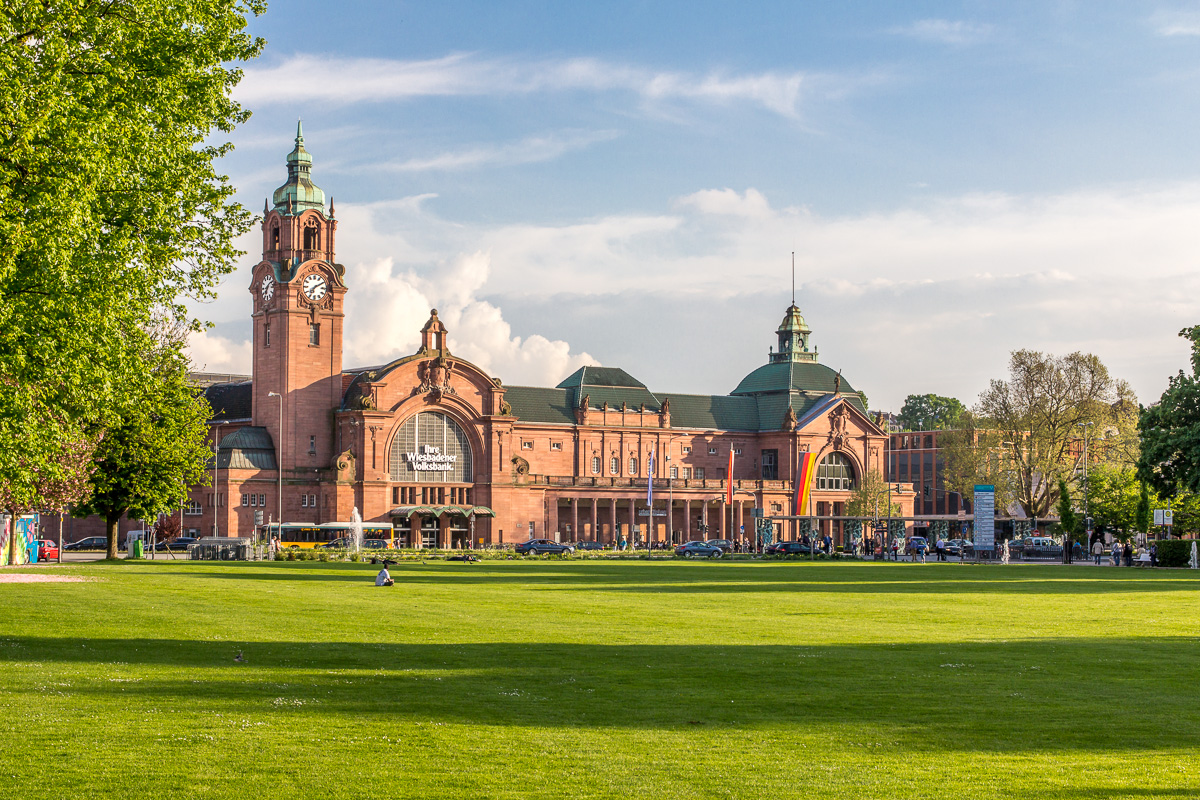
Wiesbaden Hauptbahnhof

Empfangsgebäude Lübeck

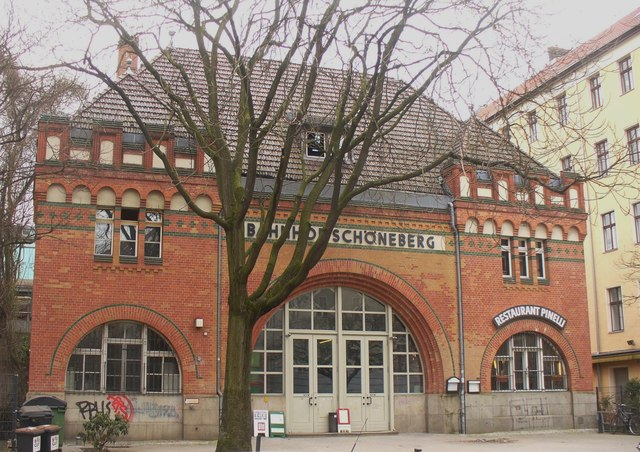
Empfangsgebäude Ebersstraße, Berlin, heute: Schöneberg

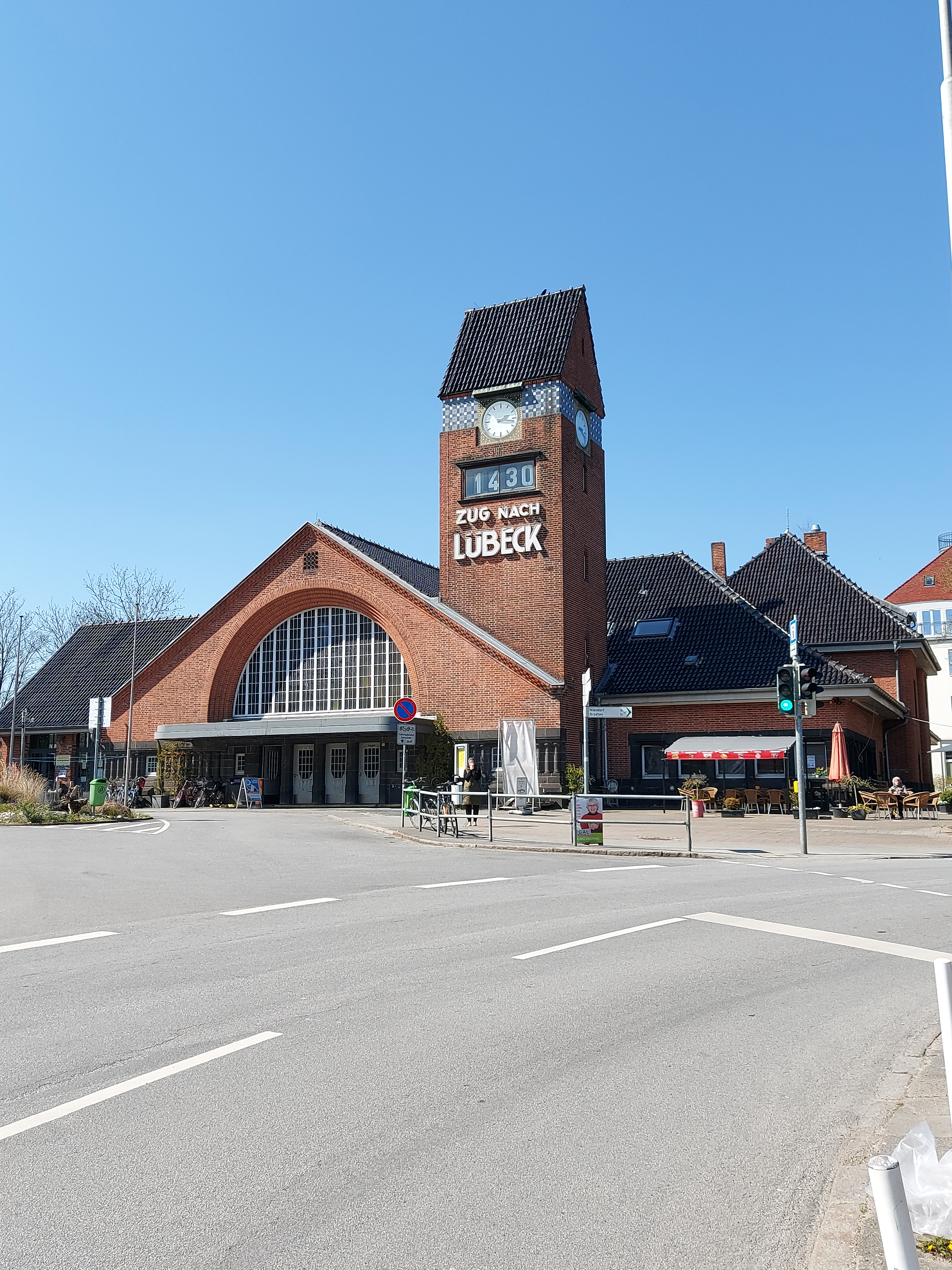
Empfangsgebäude Travemünde Strand

Ab 1893 war er als Regierungsbaumeister (Assessor) im bautechnischen Büro des preußischen Ministeriums der öffentlichen Arbeiten mit Entwürfen für Eisenbahnhochbauten befasst. Von November 1893 bis Juni 1895 war er von dort in den Reichsdienst und als stellvertretender Baudirektor zur Verwaltung von Deutsch-Ostafrika abgeordnet. Zu seinen Aufgaben gehörte die Sanierung der Altstadt von Daressalam durch eine Entwässerung und zahlreiche Kleinfestungen („Stationen“) für die Deutsche Schutztruppe. Die Gelegenheit nutzte er für einen anschließenden halbjährigen Studienaufenthalt in Britisch-Indien. Dort besuchte er unter anderem Bombay, Delhi, Agra, Benares, Ahmedabad und Jaipur.
1902 erhielt er den Titel „Königlicher Landbauinspektor“. 1904 wurde er Hochbaudezernent der Eisenbahndirektion Mainz, wo er von Anfang an die Arbeiten für den neuen Wiesbadener Hauptbahnhof betreute. Das setzte er auch fort, als er 1905 als Professor an die Technische Hochschule Aachen wechselte, wo er im Fach „Baukunst“  unterrichtete. 1908 wechselte er an die Technische Hochschule Hannover, wo er mit Skizzieren und Entwerfen, Ornamentik und architektonischen Aufgaben des Städtebaues betraut war. 1911 an die Technische Hochschule Charlottenburg berufen, war er dort für die Formenlehre der Renaissance zuständig. Trotz seines unbeweglichen Ellbogengelenks meldete er sich freiwillig zum Feldeinsatz. Er leistete ab 1915 im Ersten Weltkrieg Felddienst, wurde dann aber 1917 aus gesundheitlichen Gründen als Oberleutnant vorzeitig entlassen.
Bei seinen Eisenbahnbauten arbeitete er in der Regel mit anderen Architekten zusammen. Neben Eisenbahnbauten errichtete er auch Villen für private Auftraggeber. An zahlreichen Wettbewerben nahm er teil.

## Werk (Auswahl)

### Empfangsgebäude
- Erweiterung des Stettiner Bahnhofs (1895)[14], 1962 abgerissen
- Bahnhof Ebersstraße der Berliner Ringbahn, heute: S-Bahnhof Schöneberg (1896/97)[15]
- Bahnhof Bad Kreuznach[16] (1902), im Zweiten Weltkrieg überwiegend zerstört
- Wiesbaden Hauptbahnhof (1904–1906)[17]
- Hauptbahnhof Lübeck (Inbetriebnahme 1908) für die Lübeck-Büchener Eisenbahn und deren gegenüberliegendes Verwaltungsgebäude (1907, fertiggestellt 1909)[18]
- Bahnhof Lübeck-Travemünde Strand für die Lübeck-Büchener Eisenbahn (1912)[19]
- Bahnhof Lübeck-Travemünde Stadt (1916, heute: Lübeck-Travemünde Hafen) für die Lübeck-Büchener Eisenbahn[20]
- Fürstenpavillon für den Bahnhof Kadinen[21] an der Bahnstrecke Elbląg–Braniewo, an der eine Sommerresidenz von Kaiser Wilhelm II. lag.

### Entwürfe, Vorplanungen und Wettbewerbe
- Wettbewerbsentwurf für das Völkerschlachtdenkmal in Leipzig (1896)[22][23]
- Bahnhof Pulitzstraße (1892), heute: S-Bahnhof Westhafen[24][25]
- Bahnhof Sadowa, heute: Bahnhof Berlin Wuhlheide (1892)[25][26]
- Bahnhof Grunewald (erste Entwürfe 1892[27] oder 1899[25])
- Vorentwurf für den Bahnhof Erkner (1892)[28]
- Worms Hauptbahnhof (erste Entwürfe 1897)[29][30]
- Vorentwurf für den Bahnhof Danzig (1900)[31]
- Bahnhof Berlin-Lichtenberg (zusammen mit Karl Cornelius)[32]
- Entwurfsskizzen für den Essener Hauptbahnhof (ausgeführt 1900–1902; im Zweiten Weltkrieg zerstört)[33][34]
- Wettbewerbsentwurf für den Hamburger Hauptbahnhof (1901, angekauft)[35][36]
- Hauptbahnhof Koblenz (1899–1902)[37]
- Wettbewerbsentwurf für den Bahnhof Metz (1902, prämiert mit dem 2. Preis in Höhe von 5.000 Mark)[38][39]
- Stralsund Hauptbahnhof (1903)[40]
- Wettbewerbsentwurf für den Leipziger Hauptbahnhof (1907, prämiert mit dem 2. Preis)[41][42]
- zwei Wettbewerbsentwürfe für des Darmstädter Hauptbahnhof (1907)[43]
Der mit 5.000 Mark dotierte 1. Preis wurde nicht vergeben, stattdessen erhielten je 4.000 Mark Klingholz für seinen Entwurf mit dem Motto „Utz“ und Friedrich Pützer.[44] Die Jury kritisierte an Klingholz’ Entwurf, es handele sich um eine „Mischung aus einem Museum, einem Mausoleum und einem Planetarium“.[42] Pützer wurde mit Bauausführung unter der Maßgabe beauftragt, seine Planung nach Klingholz’ Grundriss zu überarbeiten.[42][45]

### Villen und weitere Bauten
- Villa Hertwig in Aachen, Preusweg 99 (1907)[46]
- Villa Klingholz in Berlin-Westend, Lyckalle 6 (1911–1912)[47]
- Villa Sirius für Dr. Frennery in Baden-Baden, Kaiser-Wilhelm-Straße 15[48]
- Villa Schlehdorf am Kochelsee, Raut 30[49]
- Zugeschrieben wird ihm in einem Nachruf auch das Ministerialgebäude mit Ministerwohnung in Rudolstadt[50], das heutige Landratsamt. Andere Quellen nennen jedoch als dessen Entwurfsurheber Adolf Hartung.[51][52]

## Ehrungen
- 1914 erhielt er den Titel Geheimer Regierungsrat.[53]
- 1920 verlieh ihm die RWTH Aachen ihre Ehrendoktorwürde in Anerkennung seiner Leistungen beim Eisenbahnhochbau und für sein Wirken in den Hochschulen.[53][54]
- Seit 2007 trägt die Straße, die an der Westseite des Wiesbadener Hauptbahnhofs entlang führt, den Namen Klingholzstraße.[55]

### Werke
- Ministerium der öffentlichen Arbeiten (Hg.): Grundsätze und Grundrissmuster für die Aufstellung von Entwürfen zu Stationsgebäuden. Berlin 1901.
- Hochbau-Entwürfe von Studierenden der Königlichen Technischen Hochschule zu Aachen angefertigt unter der Leitung von Professor Fritz Klingholz. Wasmuth, Berlin 1908.

### Sekundärliteratur
- Fritz Klingholz [Enkel]: Fritz Klingholz – ein deutscher Bahnhofsarchitekt an der Wende vom 19. zum 20. Jahrhundert. In: Jahrbuch für Eisenbahngeschichte 43 (2011/2012), S. 99–108.
- Robert Malcher: Die Bahnhofsbauten von Fritz Klingholz. Diplomarbeit im Fach Architektur an der Technischen Universität Berlin. Berlin 2006.
- Bruno Schulz: Fritz Klingholz †. In: Deutsche Bauzeitung (1921), S. 290–291.
- Paul Trommsdorff: Der Lehrkörper der Technischen Hochschule Hannover 1831–1931. Hannover 1931, S. 98.
- Klaus Zeiger: Die Hochbauten der Personenbahnhöfe der ehemaligen Lübeck-Büchener Eisenbahn-Gesellschaft von 1850–1937. Dissertation, Technische Universität Berlin 1982.